# Деколатура
Деколатура (итал. Decollatura) је насеље у Италији у округу Катанцаро, региону Калабрија.
Према процени из 2011. у насељу је живело 2452 становника. Насеље се налази на надморској висини од 778 м.

## Становништво
| 1951. | 1961. | 1971. | 1981. | 1991. | 2001. | 2011. |
| ----- | ----- | ----- | ----- | ----- | ----- | ----- |
| 5.680 | 5.054 | 4.326 | 4.082 | 3.617 | 3.489 | 3.252 |